# ويليام توماس وارد
ويليام توماس وارد (بالإنجليزية: William Thomas Ward)‏ هو محامي وضابط وسياسي أمريكي، ولد في 9 أغسطس 1808 في مقاطعة أميليا في الولايات المتحدة، وتوفي في 12 أكتوبر 1878 في لويفيل في الولايات المتحدة. حزبياً، نشط في حزب اليمين. وقد انتخب عضو مجلس النواب الأمريكي.